# Боргоново (Парма)
Боргоново је насеље у Италији у округу Парма, региону Емилија-Ромања.
Према процени из 2011. у насељу је живело 77 становника. Насеље се налази на надморској висини од 31 м.